# 常青镇
常青镇是中华人民共和国江苏省南通市如皋市一个已撤销的镇。
2013年3月18日，江苏省人民政府批复同意撤销常青镇，将其所辖海圩、邹蔡、蔡炎3个村委会以及铁篱、草张庄2个居委会划归石庄镇，万全、楼冯、土山3个村委会区域以及横埭、袁庄、叶庄、董王4个居委会划归搬经镇。